# Lastomír
Lastomír és un poble i municipi d'Eslovàquia. Es troba a la regió de Košice, a l'est del país.

## Història
La primera referència escrita de la vila data del 1288.

## Demografia
| Godina             | 1994 | 2004   | 2014   | 2024   |
| ------------------ | ---- | ------ | ------ | ------ |
| Nombre de persones | 1174 | 1159   | 1153   | 1243   |
| Diferència         |      | −1,27% | −0,51% | +7,80% |

| Godina             | 2023 | 2024   |
| ------------------ | ---- | ------ |
| Nombre de persones | 1246 | 1243   |
| Diferència         |      | −0,24% |